# Гасюк Осип Амброзійович
Осип Амброзійович Гасюк (нар. 5 квітня 1951, с. Кошляки, Україна) — український громадський діяч, господарник.

## Життєпис
Осип Гасюк народився 5 квітня 1951 року в селі Кошляки Підволочиського району Тернопільської області України.
Закінчив Бучацький радгосп-технікум (1970, нині коледж Подільського аграрно-технічного університету), Львівський зооветеринарний інститут (1978).
Працював ветеринарним фельдшером та головним зоотехніком у колгоспі «1-ше травня» Підволочиського району Тернопільської області (1970—1980), заступник начальника управління сільського господарства по кормах управління сільського господарства Лановецького району (1980—1981), головою колгоспів у Лановецькому районі (1981—2000).
Від 2000 — голова агрофірми «Горинь».

### Громадська діяльність
Депутат Тернопільської обласної ради кількох скликань.

## Відзнаки
- Орден «За заслуги» III ст. (2001),
- Почесне звання працівника сільського господарства (2003),
- Орден «За заслуги» II ст. (2008),
- Орден «За заслуги» III ст. (2011).
- лауреат конкурсу «Людина року» (2019, Тернопільщина)[1]